# Восставший из ада: Приговор
«Восставший из ада: Приговор» (англ. Hellraiser: Judgment) — американский фильм ужасов 2018 года, написанный и снятый Гэри Дж. Танниклиффом и основанный на персонажах, созданных Клайвом Баркером.
Десятая часть серии фильмов «Восставший из ада», в которой снимались Дэймон Карни, Рэнди Уэйн, Александра Харрис, Хизер Лангенкамп и Пол Т. Тейлор, рассказывает о трёх полицейских детективах, которые, расследуя серию убийств, сталкиваются с обитателями ада. Фильм расширяет вымышленную вселенную, представляя новую фракцию ада: стигийскую инквизицию. В то время как сенобиты предлагают садомазохистские удовольствия людям, которые входят в их владения, Инквизиция обрабатывает души грешников.
Танниклифф играет аудитора Инквизиции, заметную роль в фильме. Не имея возможности направить свой сценарий для «Восставшего из ада 9: Откровения» из-за конфликта в расписании, Танниклифф сначала удалил все ссылки на сериал из своей концепции «Приговора» и попытался профинансировать его как независимый фильм в 2013 году. Он намеревался сделать «настоящий» фильм «Восставший из ада» из-за его разочарования в более поздних фильмах. Несколько лет спустя Dimension Films потребовали снять ещё один фильм «Восставший из ада», чтобы сохранить права, что дало Танниклиффу возможность предложить своё видение. Первоначально концепция была отклонена, но принята после того, как он согласовал изменения с руководителями студии.
Он был снят в Оклахоме вместе с фильмом «Дети кукурузы: Беглянка», оба фильма были сняты Майклом Лихи. Это второй фильм «Восставший из ада» без Дуга Брэдли в роли Пинхеда; Тейлор был выбран после того, как произвёл впечатление на Танниклиффа на прослушивании. Он и Танниклифф решили разработать новый внешний вид и интерпретацию, а не имитировать игру Брэдли. Выпуск «Восставшего из ада 10» был запланирован на 2017 год с минимальным маркетингом, чтобы избежать негативной огласки, но был временно отложен. По словам Тейлора, его выпуск не был приоритетом для Dimension до обвинений в сексуальном насилии с участием соучредителя материнской компании Харви Вайнштейна.
Он был распространен Lionsgate Films в видео по запросу и в домашних СМИ 13 февраля 2018 года. Фильм получил смешано-негативные оценки критиков и зрителей. Хотя критики положительно сравнивали фильм с его предшественниками, его низкий бюджет и процессуальные аспекты полиции подверглись критике. Общая прибыль со сборов составила 426 290$.

## Сюжет
В Аду Пинхед и Аудитор Стигийской инквизиции обсуждают, как адаптировать методы сбора душ перед лицом развития человеческих технологий, так как шкатулка и конфигурации устарели. Тем временем на Земле три детектива — братья Шон и Дэвид Картеры и Кристин Эгертон — расследуют дело серийного убийцы, известного как Наставник, чьи деяния основаны на Десяти заповедях.
Связь с одной из жертв приводит детективов к Карлу Уоткинсу, местному преступнику, который пропал без вести неподалеку от заброшенного дома. Шон отправляется туда и теряет сознание, очнувшись во владениях Инквизиции. Когда приговор за грехи Шона был уже почти вынесен, в дело вмешивается ангел Иофиил и приказывает освободить его. Шон сбегает с украденной шкатулкой-головоломкой, и Аудитор просит совета Пинхеда по этому вопросу. Шон и его брат возвращаются, чтобы обыскать дом, но не находят никаких следов Ада или Инквизиции. Той же ночью его преследуют видения монахинь и обитателей Ада, которые обещают «суд и искупление» любому, кто откроет шкатулку.
Шон и Кристин отправляются в офис коронера и обнаруживают, что сотовый телефон одной из жертв Наставника хранился в ее теле, записывая ее последнее местоположение с помощью GPS. Они находят убежище Наставника, где Шон вырубает Кристин и выдает себя как убийцу. Дэвид устанавливает личность Наставника и встречается со следователем, чтобы найти здание. По прибытии Шон обезоруживает Дэвида и рассказывает, что держит в заложницах его жену Элисон, возмущенный тем, что у них был роман. Он заставляет Дэвида и Элисон открыть шкатулку под дулом пистолета, вызывая сенобитов и открывая врата в их мир.
Зная, что кто-то из Ада придет за его душой после его первого побега, Шон пытается предложить Элисон и Дэвида Пинхеда взамен себя. Тот говорит ему, что с ними разберутся за то, что они открыли шкатулку, но поскольку отдельная фракция Ада хочет заполучить его душу, сделки не будет. Появляется Аудитор и сообщает Шону, что Инквизиция признала его виновным в его грехах. Иофиил снова вмешивается и заявляет Пинхеду и Аудитору, что Шон является частью плана небес по вселению страха в грешников. Кристин убивает Шон с подачи Пинхеда, а последний жестоко расправляется с Иофиилом. В наказание за это Бог изгоняет Пинхеда из Ада и делает простым смертным. 
В сцене после титров группа мормонских миссионеров в Германии подходит к дому, и им отвечает Аудитор.

## Продолжение
Режиссёр Гэри Дж. Танниклифф рассказал, что в одиннадцатом фильме, возможно, состоится битва за власть над адом между вернувшимся из мира смертных Пинхедом и занявшим его место сенобитом.

## В ролях
- Дэймон Карни — детектив Шон Картер
- Рэнди Уэйн — детектив Дэвид Картер
- Александра Харрис — детектив Кристин Эгертон
- Хезер Лэнгенкэмп — хозяйка съёмной квартиры
- Пол Т. Тейлор — сенобит Пинхед
- Гэри Дж. Танниклифф — сенобит Аудитор
- Джон Гулагер — заседатель
- Майк Дж. Реган — сенобит, стучащий зубами
- Хелена Грэйс Дональд — ангел Иофиил
- Дайан Голднер — уборщица
- Джон Гулагер — Оценщик